# Plitvica (å)
Plitvica är ett vattendrag i Kroatien. Det ligger i den centrala delen av landet, 110 km söder om huvudstaden Zagreb.